# Jan Palach

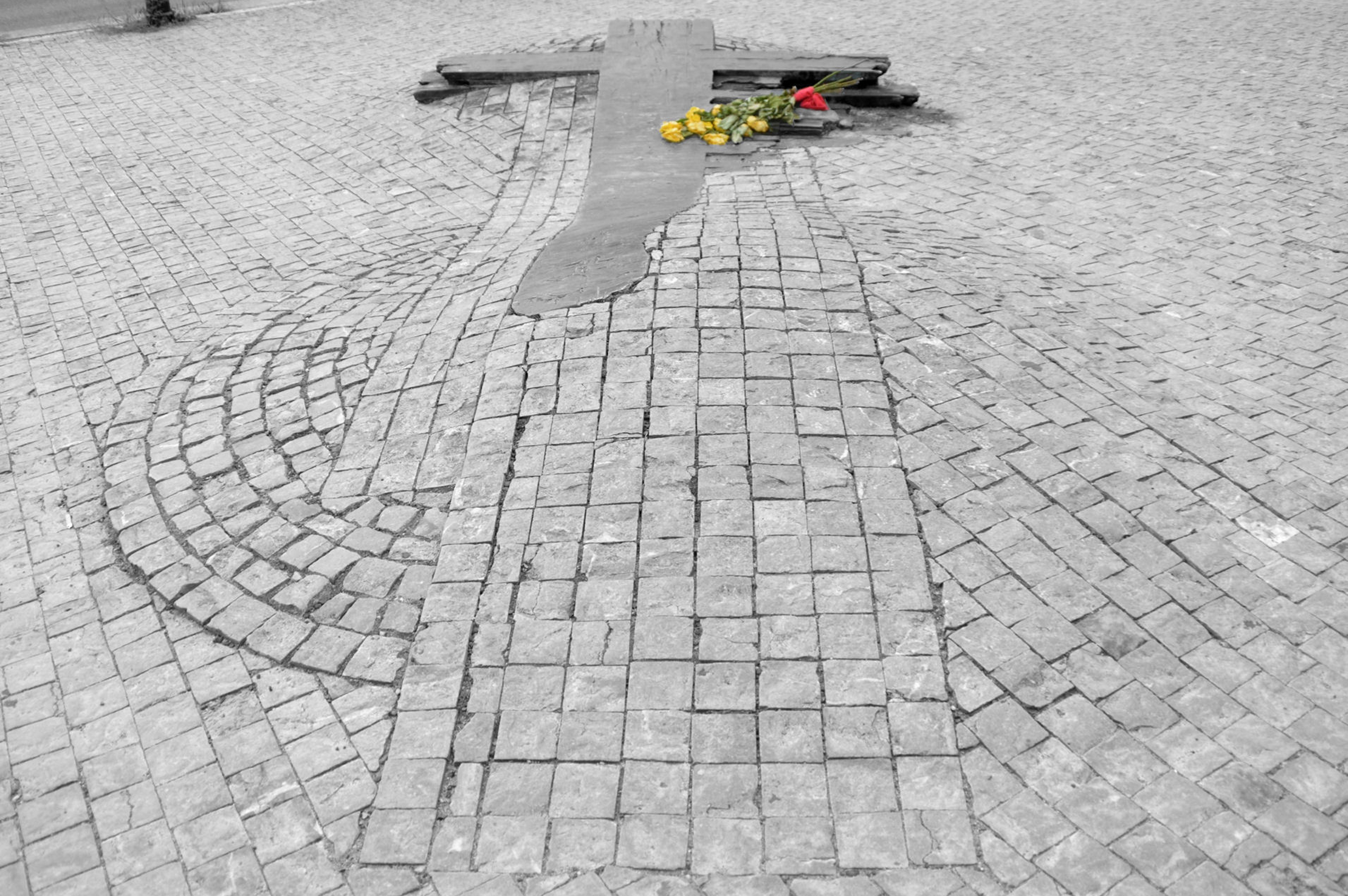
Monument voor Jan Palach en Jan Zajíc op het Wenceslasplein voor het Nationaal Museum.

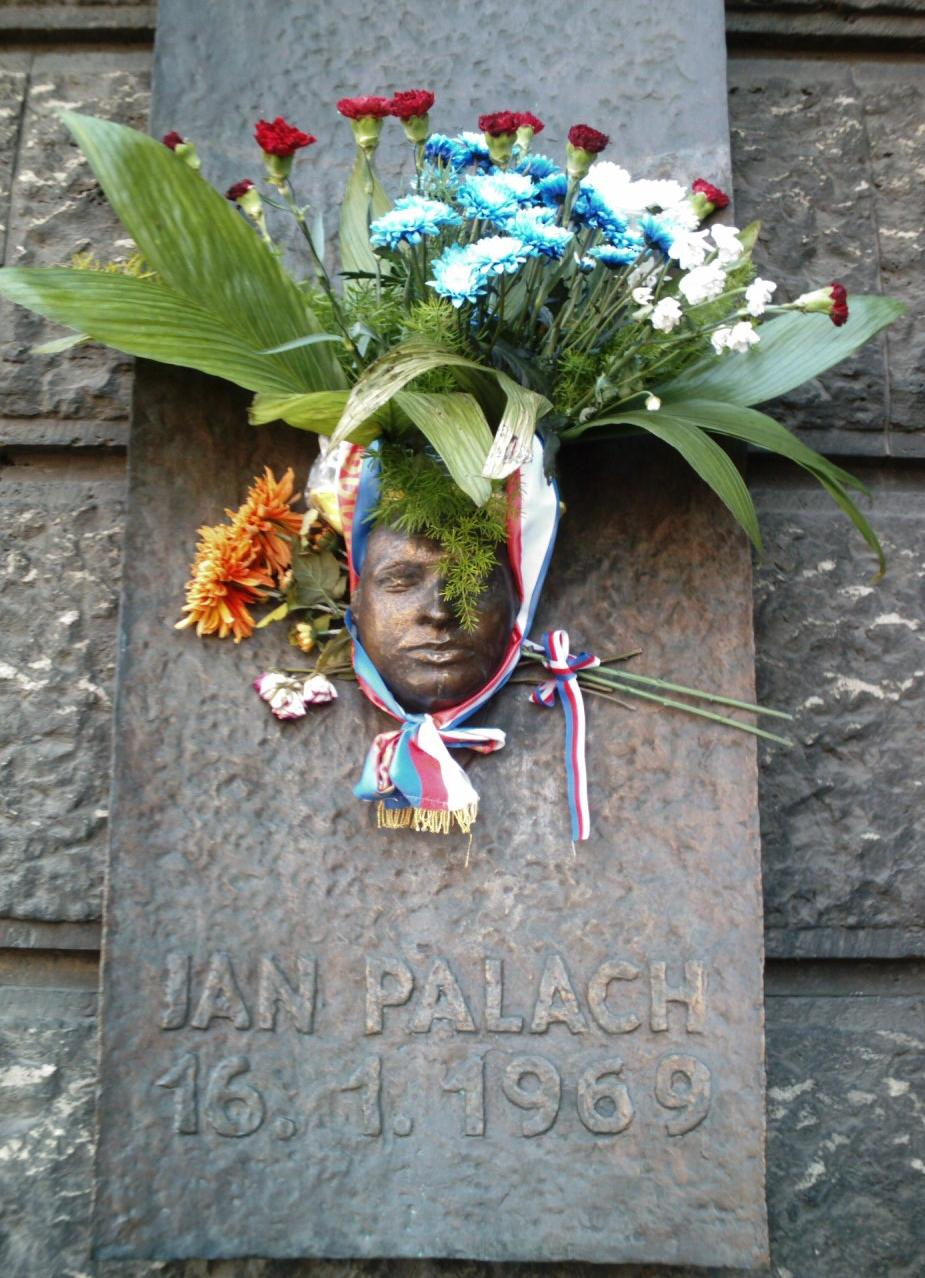
Plaquette op het Jan Palachplein ter nagedachtenis aan Palach.

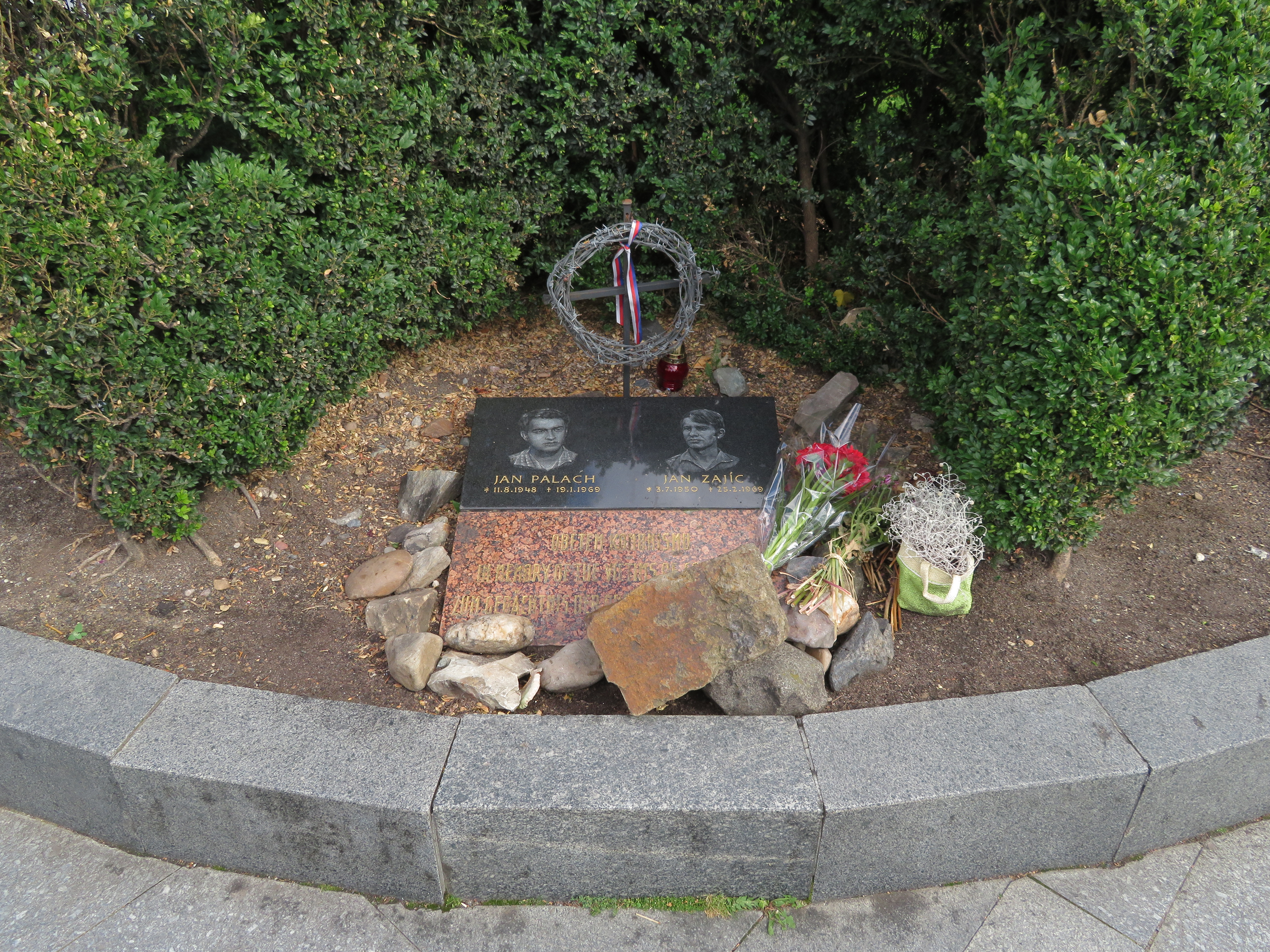
Plaquette ter nagedachtenis van Palach en Zajíc in Praag.

Jan Palach (Všetaty, 11 augustus 1948 – Praag, 19 januari 1969) was een Tsjecho-Slowaakse student die zichzelf op 16 januari 1969 in Praag in brand stak uit protest tegen de bezetting van Tsjecho-Slowakije door de Warschaupacttroepen als antwoord op de Praagse Lente van 1968 en vanwege het gebrek aan democratie in zijn land.
Palach werd naar een ziekenhuis afgevoerd met ernstige brandwonden (85 procent verbrand) en overleed er drie dagen later. Nog op de dag van zijn dood, 19 januari, trokken 200.000 mensen naar het Václavské Náměstí (Wenceslasplein) om hem te herdenken. Op 24 januari, de dag van zijn begrafenis, was er in heel het land officieus 1 minuut stilte en ruim 10.000 burgers woonden zijn uitvaart bij.
Palach probeerde met zijn actie een statement te maken tegen het stalinistische regime van die tijd. Hij had van tevoren brieven geschreven naar de regering waarin hij onder andere opheffing van censuur en propaganda eiste. Hij sprak namens een groep mensen die bereid waren zichzelf op te offeren voor hun eisen. Naar voorbeeld van kerkhervormer Jan Hus wilde hij 'de waarheid laten zegevieren' door zichzelf in brand te steken. Nadat hij deze brieven geschreven had ging hij naar het Wenceslasplein en stak zichzelf in brand.
De regering was niet blij met de actie van Palach en verdraaide de reden van de zelfverbranding. Ook verdenken sommige mensen de regering ervan een einde aan het leven van de zwaargewonde Palach te hebben gemaakt, maar bewijzen hiervoor zijn er niet.
Palach ligt begraven op de Olšany-begraafplaats in Praag. De begrafenis liep uit op een grote demonstratie tegen de bezetting. Een maand later (op 25 februari 1969) stak een andere student, Jan Zajíc, zich in brand op het Wenceslasplein. Uiteindelijk staken in totaal tien personen zichzelf in brand uit protest tegen het stalinisme. Palach is, als eerste van hen, het bekendst geworden.

## Erkenning
Op het Praagse Wenceslasplein is een plaquette van de beeldhouwer Olbram Zoubek ter nagedachtenis van Palach en Zajíc opgericht. Ook is er in Praag een plein naar Palach genoemd, het Jan Palachplein.
- Bibliothèque nationale de France: cb145482288 (data)
- Gemeinsame Normdatei: 118591266
- International Standard Name Identifier: 0000 0000 5534 6800
- Library of Congress Control Number: n84047711
- Nationale Bibliotheek van Tsjechië: jn19990009947
- Nationale Bibliotheek van Israël: 987007277847805171
- Nationale Bibliotheek van Polen: a0000002504023
- Nationale en Universitaire bibliotheek Zagreb: 000126417
- Nederlandse Thesaurus van Auteursnamen: 072473622
- SNAC: w65466st
- Système universitaire de documentation: 111219620
- Virtual International Authority File: 42630399
- WorldCat: E39PBJj4mvyXccy6wcJTKTjQv3